# Johan Neeskens
Johannes Jacobus Neeskens (Heemstede, Holanda Septentrional, 15 de septiembre de 1951-Argel, 6 de octubre de 2024) fue un futbolista neerlandés de los años 1970. Es considerado uno de los mejores centrocampistas del mundo de su época. Destacó en el Ajax Ámsterdam, en el F. C. Barcelona y en la selección neerlandesa.

## Biografía
Futbolista de una extraordinaria fuerza y condición física, destacó por su infatigable entrega y pundonor, que lo convirtieron siempre en uno de los líderes de los equipos en los que jugó. Además de su efectivo trabajo en el centro del campo, robando balones, destacaba por su dominio del juego con los dos pies y sus potentes disparos.
El 14 de diciembre de 2020 fue incluido como mediocentro defensivo en el tercer Dream Team histórico del Balón de Oro.
Nació en Heemstede (Países Bajos) el 15 de septiembre de 1951, un día antes que los hermanos gemelos Van de Kerkhof, que también llegaron a ser futbolistas famosos.

## Trayectoria

### Como jugador

#### Ajax de Ámsterdam
Johan Neeskens debutó en 1968 y se hizo mundialmente conocido por ser integrante del Ajax Ámsterdam de principio de los años 1970, que revolucionó el fútbol europeo con el concepto de fútbol total. Junto a compañeros como Johan Cruyff, y entrenados por Rinus Michels, conquistó para el Ajax los títulos más importantes del fútbol mundial. Además de conseguir todos los títulos posibles de Países Bajos, conquistaron tres Copas de Europa consecutivas en 1971, 1972 y 1973, la Copa Intercontinental de 1972, y la Supercopa de Europa de 1973.

#### F. C. Barcelona
En el F. C. Barcelona jugó cinco temporadas, entre los años 1974 y 1979 siendo siempre titular indiscutible, uno de los líderes del equipo, y el jugador más idolatrado por la afición culé, que nunca cesó de corear su nombre en el Camp Nou.
Llegó al F. C. Barcelona por petición expresa de su compatriota Johan Cruyff, que había llegado al club catalán una temporada antes, y con el aval del entrenador barcelonista, el también neerlandés Rinus Michels.
Llegó a jugar un total de 232 partidos oficiales con el club catalán, en los que marcó un total de 57 goles.
En su etapa barcelonista consiguió la Copa del Rey de la temporada 1977-1978, y la Recopa de Europa de la temporada 1978-1979, siendo uno de los héroes de la final de Basilea, disputada en el estadio St. Jakob Park ante el Fortuna Düsseldorf.
Esa final fue, paradójicamente, su último partido oficial en el F. C. Barcelona, que prescindió de sus servicios en una polémica decisión que disgustó profundamente a la afición. Su plaza de extranjero fue ocupada por el danés Allan Simonsen.
Tras abandonar el Barcelona fichó por el New York Cosmos, y posteriormente por el Kansas City, con los que disputó la Liga de Estados Unidos.
Posteriormente regresó a su país natal para jugar en el Groninga y en el Boar, equipo en el que se retiraría como jugador en activo.

### Como entrenador
Una vez retirado como jugador en activo inició su carrera como entrenador de fútbol. Empezó como miembro del personal técnico de la selección neerlandesa, para después ser el segundo entrenador de la Selección de Australia, junto al también neerlandés Guus Hiddink. En 2006 fichó por su antiguo club, el F. C. Barcelona, para ser el segundo hombre de Frank Rijkaard, con quien ya había colaborado en la selección neerlandesa. Permaneció en el club hasta la destitución de Rijkaard al terminar la temporada 2007-08, marchándose tanto el propio Neeskens como el otro técnico ayudante de Rijkaard, Eusebio Sacristán.

## Selección nacional
Fue uno de los titulares indiscutibles de la Selección de Países Bajos de los años 1970', la selección conocida con el sobrenombre de "La naranja mecánica". Con la selección de su país disputó los Mundiales de 1974 en Alemania y de 1978 en Argentina, en los que los Países Bajos quedaron subcampeones del mundo en ambos mundiales. Asimismo, integró el equipo que ocupó el tercer lugar en la Euro de 1976. Disputó un total de 49 partidos oficiales con la selección de su país entre 1970 y 1981, y marcó cinco goles en sus participaciones mundialistas.

### Participaciones en Copas del Mundo
| Mundial              | Sede                | Resultado  | Partidos | Goles |
| -------------------- | ------------------- | ---------- | -------- | ----- |
| Copa Mundial de 1974 | Alemania Occidental | Subcampeón | 7        | 5     |
| Copa Mundial de 1978 | Argentina           | Subcampeón | 7        | 0     |

## Clubes
| Club                     | País           | Año       |
| ------------------------ | -------------- | --------- |
| RCH FC                   | Países Bajos   | 1968-1970 |
| Ajax de Ámsterdam        | Países Bajos   | 1970-1974 |
| Barcelona F.C.           | España         | 1974-1979 |
| New York Cosmos          | Estados Unidos | 1979-1984 |
| Groningen                | Países Bajos   | 1984-1985 |
| Fort Lauderdale Strikers | Estados Unidos | 1985      |
| Missouri Comets          | Estados Unidos | 1985-1986 |
| Löwenbrau                | Alemania       | 1986-1987 |
| Baar                     | Suiza          | 1987-1990 |
| Zug 94                   | Suiza          | 1990-1991 |

## Palmarés

### Campeonatos nacionales
| Título                       | Club              | País           | Año     |
| ---------------------------- | ----------------- | -------------- | ------- |
| Copa de los Países Bajos     | Ajax de Ámsterdam | Países Bajos   | 1970-71 |
| Eredivisie                   | Ajax de Ámsterdam | Países Bajos   | 1971-72 |
| Copa de los Países Bajos     | Ajax de Ámsterdam | Países Bajos   | 1971-72 |
| Eredivisie                   | Ajax de Ámsterdam | Países Bajos   | 1972-73 |
| Copa del Rey                 | Barcelona         | España         | 1977-78 |
| North American Soccer League | New York Cosmos   | Estados Unidos | 1980    |
| North American Soccer League | New York Cosmos   | Estados Unidos | 1982    |

### Torneos internacionales
| Título                | Club              | Sede      | Año     |
| --------------------- | ----------------- | --------- | ------- |
| Copa de Europa        | Ajax de Ámsterdam | Londres   | 1970-71 |
| Copa de Europa        | Ajax de Ámsterdam | Róterdam  | 1971-72 |
| Copa Intercontinental | Ajax de Ámsterdam | Ámsterdam | 1972    |
| Supercopa de Europa   | Ajax de Ámsterdam | Ámsterdam | 1972    |
| Copa de Europa        | Ajax de Ámsterdam | Belgrado  | 1972-73 |
| Recopa de Europa      | Barcelona         | Basilea   | 1978-79 |

### Distinciones individuales
| Distinción                                | Año  |
| ----------------------------------------- | ---- |
| Once histórico de bronce del Balón de Oro | 2020 |